# Mario Tommasini
Mario Tommasini (Parma, 20 luglio 1928 – Parma, 18 aprile 2006) è stato un politico italiano.
Ex partigiano (ricevette la Croce al merito per la lotta partigiana nel 1967), è noto per aver contribuito in modo decisivo alla chiusura dei manicomi in Italia (Legge 180, detta "Basaglia") occupando per un mese il manicomio di Colorno (Parma) e poi collaborando con lo stesso Franco Basaglia e Franco Rotelli per la definitiva abrogazione dei manicomi in Italia.

## Biografia
Nato a Parma, nel 1928 entra nel PCI e nei GAP. Nel 1953, per le veementi proteste contro la legge truffa, viene incarcerato assieme a Ettore Ghiozzi e Giulio Romanini. Nel 1965 viene nominato assessore provinciale ai Trasporti con delega per l'istituto psichiatrico di Colorno. Fino alla fine degli anni '60 non abbandona il suo lavoro di letturista dell'AMPS (ex società multiservizi municipale). Negli stessi anni stabilisce un rapporto con Franco Basaglia, che nel 1970 verrà da lui stesso invitato a dirigere l'ospedale di Colorno.
Sempre nel 1970, molti anni prima della legge sull'affido familiare, occupa il brefotrofio di Parma, istituzione che ospitava i bambini abbandonati al di sotto dei tre anni e si impegna a svuotarlo, affidando i bambini a un gruppo di famiglie da lui conosciute personalmente.. Nel 1974, di propria iniziativa, comincia a sgombrare il manicomio recuperando a Vigheffio una casa colonica e centocinquantamila metri quadrati di terreno circostante di proprietà della Provincia di Parma per ospitare i pazienti dimessi: all'inaugurazione della "Fattoria di Vigheffio" (denominata dal 2024 Fattoria di Vigheffio Mario Tommasini) è presente Enrico Berlinguer.
Tra il 1971 e il 1974 si adopera per svuotare il carcere minorile della Certosa di Parma e per inserire al lavoro 225 giovani portatori di handicap, istituisce a Parma il primo Servizio di Medicina del Lavoro. In questi anni contatta i registi Marco Bellocchio e Silvano Agosti e fa finanziare la pellicola Matti da slegare. A partire dal 1980 è assessore ai Servizi Sociali e Sanità del comune di Parma: istituisce uno dei primi servizi di assistenza domiciliare per anziani con l'iniziativa "Minimo Garantito"; guida il movimento "Liberarsi dalla necessità del carcere" e, con la cooperativa Sirio anticipa la legge Gozzini dando lavoro esterno a decine di detenuti in regime di semilibertà. Nel 1984 partecipa al documentario D'amore si vive di Silvano Agosti. Nel 1990 promuove il cortometraggio Orti d'Amore per la regia di Daniele Urbanetto sull'esperienza degli orti sociali. La pellicola è stata acquisita dalla Regione Emilia-Romagna.
Sempre nel 1990 è consigliere regionale per l'Emilia-Romagna con il gruppo Nuova solidarietà. Allo smantellamento del PCI abbandona la militanza nei partiti tradizionali e si avvicina alle problematiche degli anziani per superare le case di riposo con il progetto Esperidi. È sua l'iniziativa che dà vita a "Le case di Tiedoli": fa ristrutturare alcuni edifici abbandonati nel paesino di montagna di Tiedoli (Borgotaro) e le adibisce a residenze autonome per anziani, con portineria sociale aperta ininterrottamente. È del 1995 la realizzazione dei primi appartamenti protetti per anziani nel comune di Parma. Tra il 1992 e il 1995 è chiamato per conto dell'OMS a progettare soluzioni per il superamento dei manicomi in Grecia, Brasile (San Paolo e Santos) e Repubblica Dominicana. In occasione delle elezioni comunali a Parma del 1998 si candida alla carica di sindaco con una propria lista. Viene rieletto in consiglio comunale nel 2002 con la lista Libera la libertà e dal 2003 è direttore del Laboratorio Provinciale sulle Politiche per gli Anziani.

## Riconoscimenti
- 1967 - Croce al merito per la lotta partigiana
- 1978 - Premio Schweitzer, associazione "von Goethe"
- 1989 - Premio Sant'Ilario